# Barranquito
Barranquito (1785 circa – tra il 1856 e il 1857) è stato un condottiero nativo americano, contemporaneo e approssimativamente coetaneo o di poco maggiore dei Mimbreños Mangas Coloradas e Cuchillo Negro e dei Chiricahua Yrigollen e Miguel Narbona, fu probabilmente uno fra i più potenti capi dei Mescaleros, riunendo sotto il proprio comando tutte le bande Sierrablanca Mescalero.

## La “Jornada del Muerto”
All'inizio del decennio 1820 i Mescaleros settentrionali (Sierrablanca e Sacramento) in particolare, guidati da capi come Barranquito, Josecito, Manuelito, Lobo e altri, imperversavano lungo la Jornada del Muerto tra El Paso del Norte e Valverde, mentre gli insediamenti che erano stati stabiliti nell'ultimo ventennio venivano nuovamente abbandonati lasciando gli Apache padroni del campo (nel 1825, Valverde fu abbandonata a causa delle incursioni Mescalero, Mimbreño e Navaho; Canutillo fu evacuata prima della fine del decennio 1830; Ysleta, San Elizario, Socorro e San Lorenzo, inutilmente protette da alte e spesse mura in adobe, si rivelarono facili prede per incursioni e razzie).
Di fronte alla recrudescenza delle incursioni Apache all'inizio del decennio 1830, le popolazioni di Sonora e Chihuahua sollecitarono con poco successo la protezione governativa: anche i Mescaleros settentrionali di Barranquito, Josecito e altri capi (quali, forse, Manuelito e Lobo), come i più assidui Mescaleros meridionali di Gomez il Terrore del Chihuahua, imperversavano nel Chihuahua orientale, non disdegnando comunque il Nuevo Mexico, giacché nel 1831, messe in rotta le truppe messicane e la milizia, le inseguirono fin nelle strade di Socorro.

## Tra guerra e trattativa
Nel 1843 il Chihuahua definì anche coi Mescaleros una tregua sulla base delle condizioni già sancite dai trattati stipulati nel 1842 coi Mimbreños e i Chiricahua, e la buona disponibilità di capi come Manuelito, Josecito e, forse, anche Barranquito (il più influente fra loro) e lo sciamano Gorgonio fu determinante a fronte dell'irriducibile ostilità di Gomez e della renitenza dei più giovani Marco, Mateo e Santana (quest’ultimo, però, figlio di Barranquito, vincolato al rispetto e alla lealtà nei confronti del padre).
Mentre le bande meridionali Limpia e Guadalupe Mescalero (abitualmente insediate nei monti omonimi) si dimostravano aggressive, le bande settentrionali Sierra Blanca e Sacramento (anch’esse abitualmente insediate nei monti omonimi) preferivano tenersi a distanza dai bianchi e tenere questi a distanza, finché, nella primavera 1850, Barranquito, Santana, Josecito, e, verosimilmente, Manuelito, Lobo e Mateo tentarono di stipulare una pace definitiva e ragionevole con i confinanti nemici, bianchi e indiani: i rappresentanti dei Mescaleros, degli Jicarillas e dei Comanche si incontrarono sul fiume Pecos con i rappresentanti del Governo del Nuevo Mexico (guidati dal sovrintendente indiano James S. Calhoun) per concordare un trattato di pace e - probabilmente per iniziativa di Santana - la reciproca restituzione dei prigionieri. Nessun risultato concreto fece seguito ai buoni propositi; nel giugno, anzi, un distaccamento militare, proveniente da Doña Ana e diretto ai monti Organ attraverso la Sierra Blanca, incontrò i Sierrablanca Mescaleros di Santana e, di fronte alla minaccia del capo Apache di massacrarli, i militari preferirono battere velocemente in ritirata.
Gli sforzi compiuti da Calhoun, divenuto Governatore, sortirono risultati provvisori: appena entrato in carica (marzo 1851), egli riuscì a raggiungere un modus vivendi con gli Jicarillas, stipulando nell'aprile 1851 un trattato al quale aderirono anche i capi Mescalero Josecito e Lobo su invito dell’agente indiano pro-tempore John Greiner; 30 capi Mescalero delle bande Sierrablanca (Josecito, Manuelito, Lobo, Barranquito, Santana, probabilmente Santos, lo sciamano Gorgonio e altri) si recarono a Santa Fè per un concilio, accettando nel luglio 1851 di sottoscrivere un trattato di pace perpetua e di amicizia, che però non impegnava le bande Sacramento, Guadalupe e Limpia.
Nel giugno 1852 giunsero a Santa Fè Mangas Coloradas, accompagnato da alcuni altri capi dei Mimbreños, e Santana, presumibilmente in rappresentanza di Barranquito, con un gruppo di una trentina di Mescaleros, mentre gli Jicarillas inviarono alcuni osservatori: dopo alcuni giorni di negoziato i Mimbreños stipularono un trattato, e un altro trattato stipularono i Sierrablanca Mescaleros di Santana, che accettò anche di porre fine alle incursioni in Messico; un terzo incontro, con gli Apache "Gila", si svolse poco dopo al pueblo di Acoma.
Il nuovo Governatore, William Carr Lane, inviò a Fort Webster come agente indiano per gli Apache Edward H. Wingfield (ottobre 1852); nell’aprile 1853 Lane stesso giunse a Fort Webster, dove Wingfield aveva riunito circa 300 Mimbreños guidati da Ponce, e stipulò un ulteriore trattato con lo stesso Ponce, Delgadito, Cuchillo Negro, Victorio e altri capi Mimbreño che non avevano sottoscritto il precedente, mentre Mangas Coloradas si recò a Fort Webster, per incontrare Wingfield, soltanto nel maggio; alla fine di maggio, mentre i Sierrablancas erano accusati per i continui attacchi lungo la pista San Antonio - El Paso effettuati dai loro consanguinei Sacramentos, Guadalupes e Limpias, si presentò a Santa Fè Josecito con una delegazione di Sierrablanca Mescaleros, proponendo la costruzione di un forte nel suo territorio; un altro trattato fu definito con gli Jicarillas. Nessuno dei trattati del 1853 fu ratificato, ma fu comunque costruito, nella seconda metà dello stesso 1853, Fort Thorn, sul Rio Grande, destinato a controllare il territorio dei Mescaleros settentrionali e la Jornada del Muerto.
Nel marzo 1854 i Guadalupe e Limpia Mescaleros ripresero a combattere e duri scontri si verificarono in marzo e aprile nella regione di Taos, poi, nel giugno, i Mescaleros presero di mira i convogli che transitavano per Eagle Pass, assalendoli sistematicamente; il gen. John Garland incolpò delle incursioni i Sierrablancas, che vivevano in pace (salvo rubare cavalli nelle zone circostanti e scambiarli poi nei villaggi Jicarilla), e, nel giugno, inviò contro di loro il col. Chandler con 180 uomini, ma, secondo le cronache, i Sierrablancas riuscirono a evitare il combattimento; nel settembre Barranquito e Santos incontrarono il ten. col. Dixon S. Miles, nell’occasione riferendo circa l’esistenza di altre bande, rispettivamente capitanate da Santana (definito il capo più ostile), Barela, Francisco Hanero, Marco Dinero, Capitan Bigotes, Mateo (verosimilmente identificabile col capo degli Agua Nuevas ovvero Sacramento Mescaleros), Chino Guero, ma omettendo di citare capi importanti quali Josecito e Manuelito e i loro principali sottocapi, forse in quanto considerati indipendenti dall’autorità di Barranquito. Gomez e i suoi Limpia Mescaleros (e probabilmente Marco e i suoi Guadalupe Mescaleros), invece, proseguirono le incursioni.
Il 1 gennaio 1855 10 Mescaleros, probabilmente delle bande settentrionali Sierrablanca e Sacramento, assalirono un ranch a poche miglia da Santa Fè: inseguiti da una compagnia furono raggiunti e uccisi. Ma già dal 27 dicembre 1854 il gen. John Garland, aveva messo in campo contro i Sierrablanca (e Sacramento) Mescaleros un composito distaccamento (110 Dragoni e 50 fanti, provenienti da Fort Thorn e da Fort Fillmore) al comando del cap. Richard S. Ewell coadiuvato dal cap. Henry W. Stanton: il 17 gennaio 1855 la colonna, risalendo il Rio Peñasco, entrò nel territorio controllato dai Sierrablanca Mescaleros del capo Santana, i quali tentarono di respingere i militari dapprima assalendone il campo con archi e frecce e con le poche armi da fuoco in loro possesso, quindi dando fuoco alla prateria, e poi, per tutto il giorno seguente, mantenendo la colonna sotto una sorta di assedio mobile. Pur perdendo circa 15 guerrieri morti o feriti (tra i quali, secondo un successivo rapporto dei militari, derivante da voci sparse probabilmente ad arte dagli stessi Mescaleros, il capo Santana che, con uno dei suoi figli, fu probabilmente ferito e comunque dato per ucciso durante la campagna) i Mescaleros non riuscirono a impedire che i soldati raggiungessero il villaggio ormai abbandonato (circa 300 tende) e lo distruggessero il 18 gennaio. Nello stesso giorno o nel giorno seguente (19 gennaio) il cap. Stanton cadde con il suo distaccamento in un'imboscata e fu ucciso insieme a due soldati; Ewell inseguì i Mescaleros fino ai monti Guadalupe, perdendo circa 10 cavalli al giorno per il freddo e la fatica, poi ritornò sul Rio Peñasco, dove scoprì che i tre militari uccisi erano stati dissepolti per recuperare le coperte che avvolgevano i cadaveri, e da lì la colonna mosse verso il Rio Grande mentre i Mescaleros incendiavano l'area circostante l'accampamento; circa 15 Mescaleros seguirono i militari fino a Fort Thorn, assalendo il 23 febbraio una mandria a 25 miglia dal forte, ma furono respinti dai quattro mandriani e, inseguiti da truppe di Fort Thorn e di Fort Bliss, si rifugiarono sui monti Guadalupe.
Il gen. Garland organizzò un'ulteriore spedizione forte di 300 soldati, affidata al col. D. S. Miles, ma nel frattempo i Sierrablancas e Sacramentos, rimasti senza cibo, decisero di arrendersi e si presentarono al nuovo agente M. Steck il quale riuscì a ottenere da Garland e dal gov. Meriwether la sospensione delle operazioni per permettere agli Apache di raggiungere Fort Thorn (giugno 1855), dove Mescaleros, Mimbreños e "Gilas" (Chiricahuas?) avrebbero dovuto essere riuniti per un concilio coi rappresentanti governativi il 7 giugno: il trattato firmato il 9 giugno da Meriwether e accettato da Barranquito, Josecito, Manuelito, Santana (che per parecchio tempo evitò di apparire ove fossero presenti esponenti governativi e, pertanto, difficilmente fu nominato) e gli altri capi (poi mai ratificato dal Senato) costituiva una riserva per i Sierrablanca e i Sacramento Mescaleros a sud del nuovo Fort Stanton (costruito alla confluenza dei fiumi Ruidoso e Bonito) in una striscia ampia 27 miglia tra la Sierra Blanca e il Pecos; Steck installò l'agenzia a Doña Ana, tentando di ottenere dai Mescaleros la restituzione del bestiame rubato (e, in verità, già ucciso per far fronte alla fame).
Non potendo esaudire le richieste di Steck, i Mescaleros lasciarono l'agenzia per ritirarsi sui monti, dove riuscirono a resistere fra gli stenti per alcuni mesi, prima di presentarsi a Fort Stanton e consegnarsi al comandante, mag. Jefferson Van Horne, al quale consegnarono nei due mesi successivi 40 cavalli (che asserivano essere di loro proprietà) per soddisfare le insistenze dello stesso Steck.

## Vita nella riserva e morte
Nella primavera 1856 Steck inviò alcuni esperti e collaboratori anche presso i Sierrablanca e Sacramento Mescaleros, al La Luz Canyon, nei Sacramento Mountains, dove fu avviata la coltivazione di 70 acri a grano e ortaggi; soltanto nel novembre, adeguandosi alle istruzioni del gov. Meriwether, Steck incontrò Barranquito, Josecito, Manuelito e le bande della riserva a Fort Stanton, distribuendo doni e provviste e organizzando le distribuzioni periodiche di razioni: un anno dopo, nessun incidente era stato causato dai Mescaleros della riserva. Alla fine del 1856 (o all'inizio del 1857) l'anziano Barranquito, capo della banda più numerosa fra quelle stanziate nella riserva, morì; i “figli” Cadete (Zhee-ah-nat-tsa) e Santana si spartirono i ruoli nella successione al padre, mentre il vecchio Gorgonio, sciamano e amico del capo defunto, continuò a rivestire il ruolo di consigliere autorevole e privilegiato.